# سرگذشت منون
سرگذشت منون نام یک کتاب ادبی است که توسط ولتر، نویسندهٔ اهل فرانسه نوشته شده‌است.